# 2013 en boxe anglaise
| Années de la boxe anglaise : 2010 - 2011 - 2012 - 2013 - 2014 - 2015 - 2016    |
| Décennies de la boxe anglaise : 1980 - 1990 - 2000 - 2010 - 2020 - 2030 - 2040 |

Résumé de l'année 2013 en boxe anglaise.

## Boxe professionnelle

### Janvier
- 12/01/13 : Adrián Hernández (26-2-1, 16 KO), champion WBC poids mi-mouches bat aux points Dirceu Cabarca (13-7, 5 KO).
- 19/01/13 : Román Martínez (26-1-2, 16 KO), champion WBO poids super-plumes fait match nul contre Juan Carlos Burgos (30-1-1, 20 KO).
- 19/01/13 : Gennady Golovkin (25-0, 22 KO), champion WBA poids moyens bat par abandon à l'appel de la 7e reprise Gabriel Rosado (21-6, 13 KO).
- 19/01/13 : Orlando Salido (39-12-2, 27 KO), champion WBO poids plumes perd par décision technique rendue au 8e round contre Miguel Ángel García (31-0, 27 KO).
- 30/01/13 : Daniel Geale (29-1, 15 KO), champion IBF poids moyens, bat aux points son compatriote Anthony Mundine (44-5, 26 KO).

### Février
- 16/02/13 : Adrien Broner (26-0, 22 KO), champion WBC poids légers, stoppe au 5e round Gavin Rees (37-2-1, 18 KO).
- 16/02/13 : Jonathan Romero (23-0, 12 KO) s'empare du titre vacant de champion IBF poids super-coqs après sa victoire aux points contre Alejandro Lopez (24-3, 7 KO).
- 22/02/13 : Lamont Peterson (31-1-1, 16 KO), champion IBF poids super-légers, bat par arrêt de l'arbitre au 8e round Kendall Holt (28-6, 16 KO).
- 23/02/13 : Cornelius Bundrage (32-5, 19 KO), champion IBF poids super-welters, perd son titre aux points contre Ishe Smith (25-5, 11 KO).

### Mars
- 01/03/13 : Billy Dib (35-2, 21 KO), champion IBF poids plumes, s'incline aux points par décision partagée contre Evgeny Gradovich (16-0, 8 KO).
- 02/03/13 : Pungluang Sor Singyu (43-2, 28 KO), champion WBO poids coqs, perd son titre aux points face à Paulus Ambunda (20-0, 10 KO).
- 02/03/13 : Richard Abril (18-3-1, 8 KO) s'empare du titre vacant de champion WBA poids légers après sa victoire aux points contre Sharif Bogere (23-1, 15 KO).
- 02/03/13 : Donnie Nietes (31-1-4, 17 KO), champion WBO poids mi-mouches, fait match nul contre Moises Fuentes (16-1-1, 8 KO).
- 09/03/13 : Juan Carlos Salgado (26-2-1, 16 KO), champion IBF poids super-plumes, perd son titre par KO au 4e round face à Argenis Mendez (21-2, 11 KO).
- 09/03/13 : Tavoris Cloud (24-1, 19 KO), champion IBF poids mi-lourds, s'incline aux points contre Bernard Hopkins (53-6, 32 KO).
- 16/03/13 : John Riel Casimero (18-2, 10 KO), champion IBF poids mi-mouches, domine aux points Luis Alberto Rios (18-2-1, 13 KO).
- 16/03/13 : Timothy Bradley (30-0, 12 KO), champion WBO poids welters, bat aux points Ruslan Provodnikov (22-2, 15 KO).
- 23/03/13 : Arthur Abraham (36-4, 28 KO), champion WBO poids super-moyens, perd au 4e round contre Robert Stieglitz (44-3, 25 KO).
- 30/03/13 : Mario Rodriguez (15-7-4, 11 KO), champion IBF poids pailles, perd aux points contre Katsunari Takayama (25-6, 10 KO).
- 30/03/13 : Gennady Golovkin (26-0, 23 KO), champion WBA poids moyens, bat par KO au 3e round Nobuhiro Ishida (24-9-2, 9 KO).

### Avril
- 06/04/13 : Roman Martinez (27-1-2, 16 KO), champion WBO poids super-plumes, bat aux points Diego Magdaleno (23-1, 19 KO).
- 06/04/13 : Brian Viloria (32-4, 19 KO), champion WBA & WBO poids mouches, perd aux points contre Juan Francisco Estrada (23-2, 18 KO).
- 08/04/13 : Toshiyuki Igarashi (17-2-1, 10 KO), champion WBC poids mouches, perd son titre aux points contre Akira Yaegashi (17-3, 9 KO).
- 08/04/13 : Gamaliel Diaz (37-10-2, 17 KO), champion WBC poids super-plumes, perd au 9e round face à Takashi Miura (25-2-2, 19 KO).
- 08/04/13 : Shinsuke Yamanaka (18-0-2, 12 KO), champion WBC poids coqs, bat aux points Malcolm Tunacao (32-3-3, 20 KO).
- 13/04/13 : Nonito Donaire (31-2, 20 KO), champion WBO poids super-coqs, s'incline aux points contre Guillermo Rigondeaux (12-0, 8 KO), champion WBA.
- 14/04/13 : Le combat entre Chris John (48-0-2, 22 KO), champion WBA poids plumes, et Satoshi Hosono (23-2, 17 KO) est stoppé au 3e round sur un match nul.
- 20/04/13 : Saul Alvarez (42-0-1, 30 KO), champion WBC poids super-welters, bat aux points Austin Trout (26-1, 14 KO).
- 20/04/13 :  Victor Terrazas (37-2-1, 21 KO) bat aux points Cristian Mijares (47-7-2, 22 KO) pour le titre vacant de champion WBC poids super-coqs.
- 20/04/13 :  Nathan Cleverly (26-0, 12 KO), champion WBO poids mi-lourds, domine aux points Robin Krasniqi (39-3, 15 KO).
- 27/04/13 : Sergio Gabriel Martinez (51-2-2, 28 KO), champion WBC poids moyens, bat aux points Martin Murray (25-1-1, 11 KO).
- 27/04/13 : Peter Quillin (29-0, 21 KO), champion WBO poids moyens, stoppe au 7e round Fernando Guerrero (25-2, 19 KO).
- 27/04/13 : Danny Garcia (26-0, 16 KO), champion WBA & WBC poids super-légers, domine aux points Zab Judah (42-8, 29 KO).

### Mai
- 03/05/13 : Yota Sato (26-3-1, 12 KO), champion WBC poids super-mouches, perd son titre au 8e round contre Srisaket Sor Rungvisai (19-3-1, 18 KO).
- 04/05/13 : Floyd Mayweather Jr. (44-0, 26 KO), champion WBC poids welters, domine aux points Robert Guerrero (31-2-1, 18 KO).
- 04/05/13 : Daniel Ponce De León (44-5, 35 KO), champion WBC poids plumes, perd au 9e round contre Abner Mares (26-0-1, 14 KO).
- 04/05/13 : Wladimir Klitschko (60-3, 51 KO), champion WBA, IBF et WBO poids lourds, stoppe au 6e round Francesco Pianeta (28-1-1, 15 KO).
- 06/05/13 : Kohei Kono (28-8, 11 KO), champion WBA poids super-mouches, perd son titre aux points contre Liborio Solis (15-3-1, 7 KO).
- 06/05/13 : Takashi Uchiyama (20-0-1, 17 KO), champion WBA poids super-plumes, bat par KO au 5e round Jaider Parra (20-1-1, 10 KO).
- 08/05/13 : Ryo Miyazaki (19-0-3, 11 KO), champion WBA poids pailles, bat au 5e round Carlos Velarde (23-3-1, 10 KO).
- 11/05/13 : Adrián Hernández (27-2-1, 16 KO), champion WBC poids mi-mouches, conserve son titre aux points contre Yader Cardoza (15-5, 5 KO).
- 11/05/13 : Jamie McDonnell (21-2-1, 9 KO) bat aux points Julio Ceja (24-1, 22 KO) pour le titre vacant de champion IBF poids coqs.
- 11/05/13 : Ricky Burns (36-2, 11 KO), champion WBO poids légers, conserve sa ceinture par abandon à l'issue de la 9e reprise de Jose A Gonzalez (22-1, 17 KO).
- 17/05/13 : Denis Lebedev (25-2, 19 KO), champion WBA poids lourds-légers, s'incline au 11e round contre Guillermo Jones (39-3-2, 31 KO).
- 18/05/13 : Devon Alexander (25-1, 14 KO), champion IBF poids welters, bat au 7e round Lee Purdy (20-4-1, 13 KO).
- 25/05/13 : Omar Andres Narvaez (39-1-2, 20 KO), champion WBO poids super-mouches, est déclaré vainqueur de peu aux points contre Felipe Orucuta (27-2, 23 KO).
- 25/05/13 : Carl Froch (31-2, 22 KO), champion WBO poids super-moyens, bat aux points Mikkel Kessler (46-3, 35 KO).

### Juin
- 08/06/13 : Chad Dawson (31-3, 17 KO), champion WBC poids mi-lourds, perd son titre au 1er round contre Adonis Stevenson (21-1, 18 KO).
- 08/06/13 : Marco Huck (36-2-1, 25 KO), champion WBO poids lourds-légers, bat aux points Ola Afolabi (19-3-4, 9 KO).
- 08/06/13 : Juan Carlos Sanchez Jr. (16-1-1, 8 KO), champion IBF poids super-mouches, bat aux points Roberto Domingo Sosa (24-1, 14 KO) mais perd son titre pour ne pas avoir respecté la limite de poids autorisée.
- 15/06/13 : Miguel Ángel García (32-0, 27 KO), champion WBO poids plumes bat au 4e round Juan Manuel Lopez (33-3, 30 KO) mais perd son titre pour ne pas avoir respecté la limite de poids autorisée.
- 21/06/13 : Krzysztof Wlodarczyk (48-2-1, 34 KO), champion WBC poids lourds-légers, bat par arrêt de l'arbitre au 8e round Rakhim Chakhkiev (16-1, 12 KO).
- 22/06/13 : Sakio Bika (32-5-2, 21 KO) remporte aux points le titre vacant de champion WBC poids super-moyens face à Marco Antonio Periban (20-1, 13 KO).
- 22/06/13 : Paul Malignaggi (32-5, 7 KO), champion WBA poids welters, perd sa ceinture aux points contre Adrien Broner (27-0, 22 KO).
- 28/06/13 : Xiong Zhao Zhong (21-4-1, 11 KO), champion WBC poids pailles, s'impose aux points contre Denver Cuello (33-5-6, 21 KO).
- 29/06/13 : Gennady Golovkin (27-0, 24 KO), champion WBA poids moyens, bat par KO au 3e round Matthew Macklin (29-5, 20 KO).

### Juillet
- 13/07/13 : Robert Stieglitz (45-3, 25 KO), champion WBO poids super-moyens, s'impose au 10e round contre Yuzo Kiyota (23-4-1, 21 KO).
- 13/07/13 : Merlito Sabillo (23-0, 12 KO) bat au 9e round Jorle Estrada (17-7, 6 KO) et s'empare du titre de champion WBO poids pailles.
- 27/07/13 : Evgeny Gradovich (17-0, 8 KO), champion IBF poids plumes, bat aux points Mauricio Javier Munoz (26-4, 12 KO).
- 27/07/13 : Juan Francisco Estrada (25-2, 18 KO), champion WBA & WBO poids mouches, domine aux points Milan Melindo (29-1, 12 KO).

### Août
- 01/08/13 : Paulus Ambunda (20-1, 10 KO), champion WBO poids coqs, s'incline aux points contre Tomoki Kameda (28-0, 18 KO).
- 10/08/13 : Anselmo Moreno (34-2-1, 12 KO), champion WBA poids coqs, bat aux points William Urina (24-3, 20 KO).
- 12/08/13 : Akira Yaegashi (18-3, 9 KO), champion WBC poids mouches, domine aux points Oscar Blanquet (32-6-1, 23 KO).
- 12/08/13 : Shinsuke Yamanaka (19-0-2, 14 KO), champion WBC poids coqs, met KO au premier round Jose Nieves (22-3-3, 11 KO).
- 17/08/13 : Takashi Miura (26-2-2, 19 KO), champion WBC poids super-plumes, s'impose aux points face à Sergio Thompson (27-3, 25 KO).
- 17/08/13 : Daniel Geale (29-2, 15 KO), champion IBF poids moyens, perd son titre aux points contre Darren Barker (26-1, 16 KO).
- 17/08/13 : Jonathan Romero (23-1, 12 KO), champion IBF poids super-coqs, perd au 6e round face à Kiko Martinez (29-4, 21 KO).
- 17/08/13 : Nathan Cleverly (26-1, 12 KO), champion WBO poids mi-lourds, perd par arrêt de l’arbitre au 4e round contre Sergey Kovalev (22-0-1, 20 KO).
- 23/08/13 : Argenis Méndez (21-2-1, 11 KO), champion IBF poids super-plumes, fait match nul contre Arash Usmanee (20-1-1, 10 KO).
- 24/08/13 : Abner Mares (26-1-1, 14 KO), champion WBC poids plumes, perd par KO au 1er round contre Jhonny Gonzalez (55-8, 47 KO).
- 24/08/13 : Victor Terrazas (37-3-1, 21 KO), champion WBC poids super-coqs, perd par arrêt de l’arbitre au 3e round face à Leo Santa Cruz (25-0-1, 15 KO).
- 24/08/13 : Omar Andres Narvaez (40-1-2, 21 KO), champion WBO poids super-mouches, stoppe au 10e round Hiroyuki Hisataka (22-11-1, 10 KO).
- 31/08/13 : Adrian Hernandez (28-2-1, 17 KO), champion WBC poids mi-mouches, bat au 4e round Atsushi Kakutani (13-4-1, 6 KO).

### Septembre
- 03/09/13 : Daiki Kameda (29-3, 18 KO) bat aux points Rodrigo Guerrero (19-5-1, 12 KO) et s'empare du titre vacant de champion IBF poids super-mouches.
- 07/09/13 : Ricky Burns (36-2-1, 11 KO), champion WBO poids légers, fait match nul contre Atsushi Kakutani (28-6-1, 17 KO).
- 11/09/13 : Ryo Miyazaki (20-0-3, 11 KO), champion WBA poids pailles, bat aux points Jesus Silvestre (27-1, 20 KO).
- 14/09/13 : Floyd Mayweather Jr. (45-0, 26 KO), champion WBA poids super-welters, bat aux points Saul Alvarez (42-1-1, 30 KO), champion WBC.
- 14/09/13 : Danny Garcia (27-0, 16 KO), champion WBA et WBC poids super-légers, s'impose aux points face à Lucas Matthysse (34-3, 32 KO).
- 14/09/13 : Ishe Smith (25-6, 11 KO), champion IBF poids super-welters, perd son titre aux points contre Carlos Molina (22-5-2, 6 KO).
- 28/09/13 : Adonis Stevenson (22-1, 19 KO), champion WBC poids mi-lourds, contraint à l'abandon à la fin du 7e round Tavoris Cloud (24-2, 19 KO).

### Octobre
- 05/10/13 : Wladimir Klitschko (61-3, 51 KO), champion WBA, IBF et WBO poids lourds domine aux points Alexander Povetkin (26-1, 18 KO).
- 12/10/13 : Orlando Salido (40-12-2, 28 KO) bat au 7e round Orlando Cruz (20-3-1, 10 KO) pour le titre vacant de champion WBO poids plumes.
- 12/10/13 : Timothy Bradley (31-0, 12 KO), champion WBO poids welters, bat aux points Juan Manuel Marquez (55-7-1, 40 KO).
- 19/10/13 : Ruslan Provodnikov (23-2, 16 KO) bat au 10e round Mike Alvarado (34-2, 23 KO) et s'empare du titre vacant de champion WBO poids super-légers.
- 19/10/13 : Robert Stieglitz (46-3, 26 KO), champion WBO poids super-moyens, bat aux points Isaac Ekpo (22-2, 16 KO).
- 26/10/13 : Bernard Hopkins (54-6-2, 32 KO), champion IBF poids mi-lourds, domine aux points Karo Murat (25-6-1, 15 KO).
- 26/10/13 : Peter Quillin (30-0, 22 KO), champion WBO poids moyens, bat au 10e round Gabriel Rosado (21-7, 13 KO).
- 26/10/13 : John Riel Casimero (19-2, 10 KO), champion IBF poids mi-mouches, stoppe au 11e round Felipe Salguero (18-5-1, 13 KO).

### Novembre
- 02/11/13 : Gennady Golovkin (28-0, 25 KO), champion WBA poids moyens, bat au 8e round Curtis Stevens (25-4, 18 KO).
- 09/11/13 : Roman Martinez (27-2-2, 16 KO), champion WBO poids super-plumes, est mis KO au 8e round par Mikey Garcia (33-0, 28 KO).
- 09/11/13 : Demetrius Andrade (20-0, 13 KO) bat aux points Vanes Martirosyan (33-1-1, 21 KO) pour le titre vacant de champion WBO poids super-welters.
- 10/11/13 : Shinsuke Yamanaka (20-0-2, 15 KO), champion WBC poids coqs, bat par KO au 9e round Alberto Guevara (18-2, 6 KO).
- 23/11/13 : Evgeny Gradovich (18-0, 9 KO), champion IBF poids plumes, bat par arrêt de l'arbitre au 9e round Billy Dib (36-3, 21 KO).
- 23/11/13 : Carl Froch (32-2, 23 KO), champion IBF poids super-moyens, bat par arrêt de l'arbitre au 9e round George Groves (19-1, 15 KO).
- 23/11/13 : Yoan Pablo Hernández (28-1, 14 KO), champion IBF poids lourds-légers, bat par KO au 10e round Alexander Alekseev (24-3-1, 20 KO).
- 30/11/13 : Adonis Stevenson (23-1, 20 KO), champion WBC poids mi-lourds, bat au 6e round Tony Bellew (20-2-1, 12 KO).
- 30/11/13 : Sergey Kovalev (23-0-1, 21 KO), champion WBO poids mi-lourds vs. Ismayl Sillakh (21-2, 17 KO).
- 30/11/13 : Merlito Sabillo (23-0-1, 12 KO), champion WBO poids pailles, fait match nul contre Carlos Buitrago (27-0-1, 16 KO).
- 30/11/13 : Donnie Nietes (32-1-4, 18 KO), champion WBO poids mi-mouches, stoppe au 3e round Sammy Gutierrez (33-10-2, 23 KO).
- 30/11/13 : Xiong Zhao Zhong (22-4-1, 12 KO), champion WBC poids pailles, bat par KO au 5e round Lookrak Kiatmungmee (7-5, 4 KO).

### Décembre
- 03/12/13 : Daiki Kameda (29-4, 18 KO), champion IBF poids super-mouches, perd aux points contre Liborio Solis (16-3-1, 7 KO), champion WBA déchu avant le combat (limite de poids non respectée).
- 03/12/13 : Katsunari Takayama (26-6, 10 KO), champion IBF poids pailles, domine aux points Vergilio Silvano (17-3-1, 10 KO).
- 03/12/13 : Tomoki Kameda (29-0, 48 KO), champion WBO poids coqs, bat aux points Immanuel Naidjala (17-1-1, 11 KO).
- 06/12/13 : Chris John (48-1-3, 22 KO), champion WBA poids plumes, perd par abandon à la fin du 6e round contre Simpiwe Vetyeka (26-2, 16 KO).
- 07/12/13 : Darren Barker (26-2, 16 KO), champion IBF poids moyens, perd par arrêt de l'arbitre au second round contre Felix Sturm (39-3-2, 18 KO).
- 07/12/13 : Guillermo Rigondeaux (13-0, 8 KO), champion WBA & WBO poids super-coqs, s'impose aux points face à Joseph Agbeko (29-5, 22 KO).
- 07/12/13 : Devon Alexander (25-2, 14 KO), champion IBF poids welters, perd son titre aux points contre Shawn Porter (23-0-1, 14 KO).
- 07/12/13 : Sakio Bika (32-5-3, 21 KO), champion WBC poids super-moyens, fait match nul contre Anthony Dirrell (26-0-1, 22 KO).
- 14/12/13 : Beibut Shumenov (14-1, 9 KO), champion WBA poids mi-lourds, bat par arrêt de l'arbitre à la 3e reprise Tamas Kovacs (23-1, 14 KO).
- 14/12/13 : Adrien Broner (27-1, 22 KO), champion WBA poids welters, perd son titre aux points contre Marcos Rene Maidana (34-3, 31 KO).
- 14/12/13 : Leo Santa Cruz (26-0-1, 15 KO), champion WBC poids super-coqs, bat aux points Cesar Seda (25-2, 17 KO).
- 21/12/13 : Omar Andres Narvaez (41-1-2, 21 KO), champion WBO poids super-mouches, bat par arrêt de l'arbitre au 7e round David Carmona (16-2-4, 8 KO).
- 21/12/13 : Kiko Martinez (30-4, 22 KO), champion IBF poids super-coqs, bat Jeffrey Mathebula par KO au 9e round (27-5-2, 14 KO).
- 21/12/13 :  Stuart Hall (16-2-1, 7 KO) domine aux points Vusi Malinga (21-5-1, 12 KO) pour le titre vacant IBF poids coqs.
- 31/12/13 : Takashi Uchiyama (21-0-1, 17 KO), champion WBA poids super-plumes, bat aux points Daiki Kaneko (19-3-3, 12 KO).
- 31/12/13 : Takashi Miura (27-2-2, 20 KO), champion WBC poids super-plumes, bat par arrêt de l'arbitre à la 9e reprise Dante Jardon (24-4, 20 KO).

## Boxe amateur
- Du 1er au 8 juin : championnats d'Europe de boxe amateur 2013.
- Du 21 au 26 juin : compétitions de boxe aux Jeux méditerranéens de 2013.
- Du 1er au 8 juillet : championnats d'Asie de boxe amateur 2013.
- Du 14 au 26 octobre : championnats du monde de boxe amateur 2013.

## Principaux décès
- 15 janvier : Chucho Castillo, boxeur mexicain champion du monde des poids coqs WBA et WBC (1970), 68 ans.
- 16 janvier : Isidro Pérez, boxeur mexicain champion du monde des poids mouches WBO (1990), 48 ans.
- 1er février : Vladimir Yengibaryan, boxeur soviétique champion olympique des poids super-légers en 1956, 80 ans[1].
- 22 mars : Jim Lloyd, boxeur britannique médaillé de bronze aux Jeux olympiques de Rome en 1960 (poids welters), 73 ans.
- 23 juillet : Emile Griffith, boxeur des Îles Vierges américaines champion du monde des poids welters (1961, 1962, 1963) et poids moyens (1966, 1967), 75 ans[2].
- 7 août : Aleksandr Yagubkin, boxeur soviétique champion du monde de boxe amateur poids lourds en 1982, 52 ans.
- 1er septembre : Tommy Morrison, boxeur américain champion du monde des poids lourds WB0 (1993), 44 ans.
- 4 septembre : Stanislav Stepashkin, boxeur soviétique champion olympique des poids plumes en 1964, 73 ans.
- 18 septembre : Ken Norton, boxeur américain champion du monde des poids lourds WBC (1978), 70 ans.
- 7 décembre : Jacob Matlala, boxeur sud-africain champion du monde des poids mouches WBO (1993) et mi-mouches WBO (1995), 51 ans.
- 11 décembre : Javier Jáuregui, boxeur mexicain champion du monde des poids légers IBF (2003), 40 ans[3].

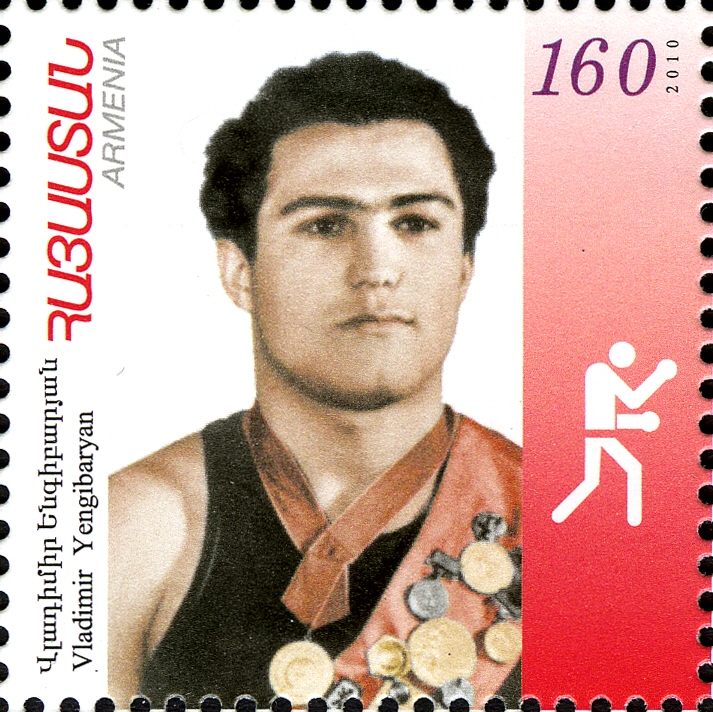
Vladimir Yengibaryan en 2010
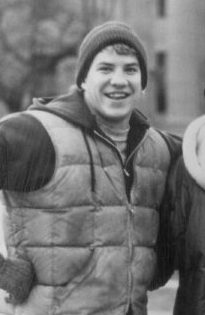
Tommy Morrison en 1990
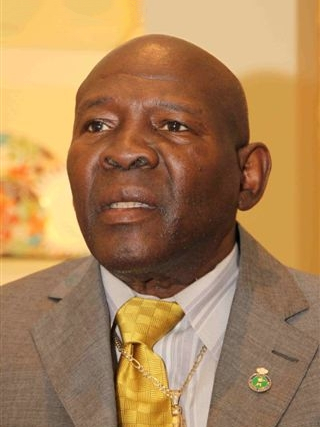
Emile Griffith
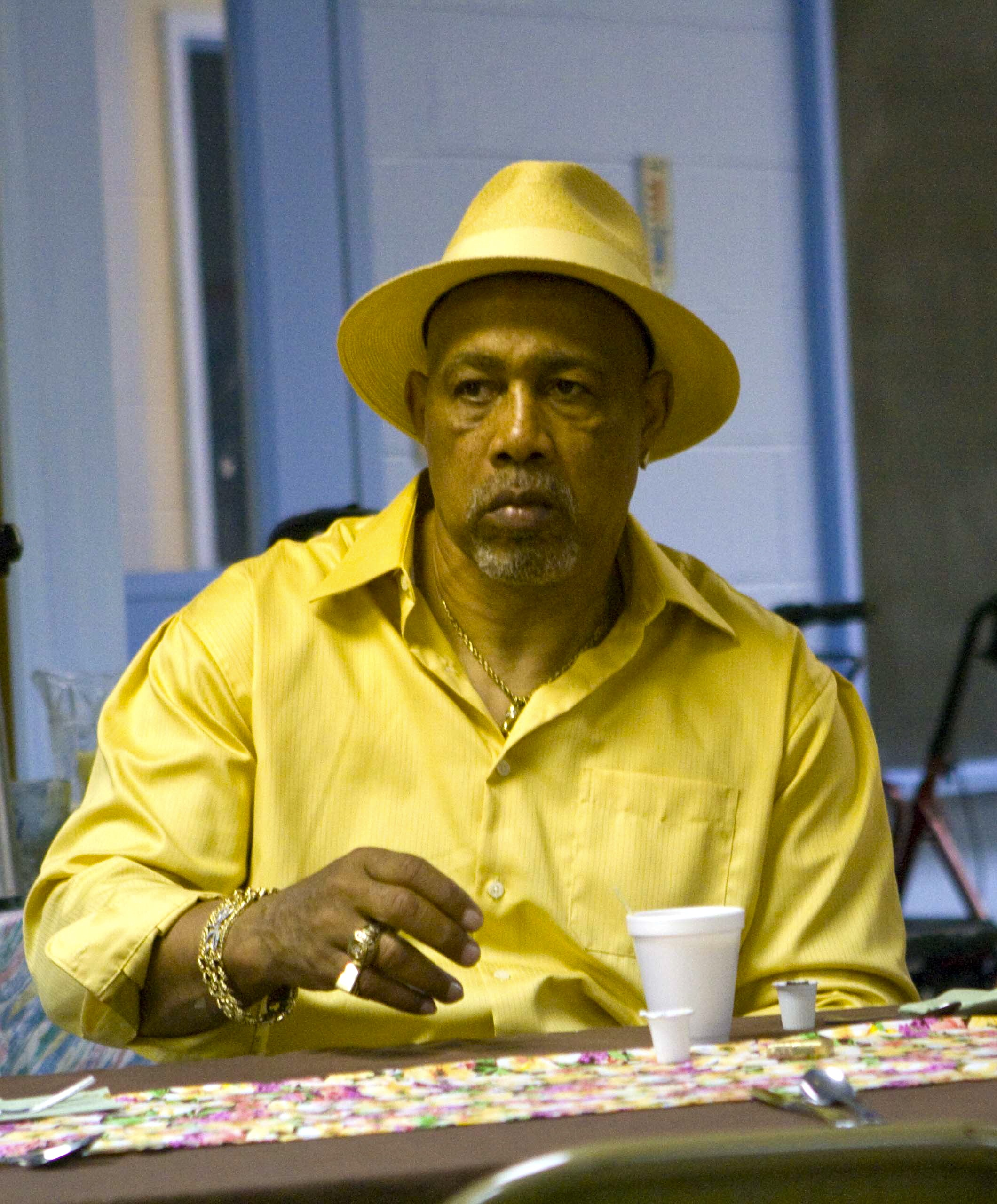
Ken Norton en 2010